# Équipe de France de natation aux Jeux olympiques
Pour des articles plus généraux, voir France aux Jeux olympiques et Natation aux Jeux olympiques.

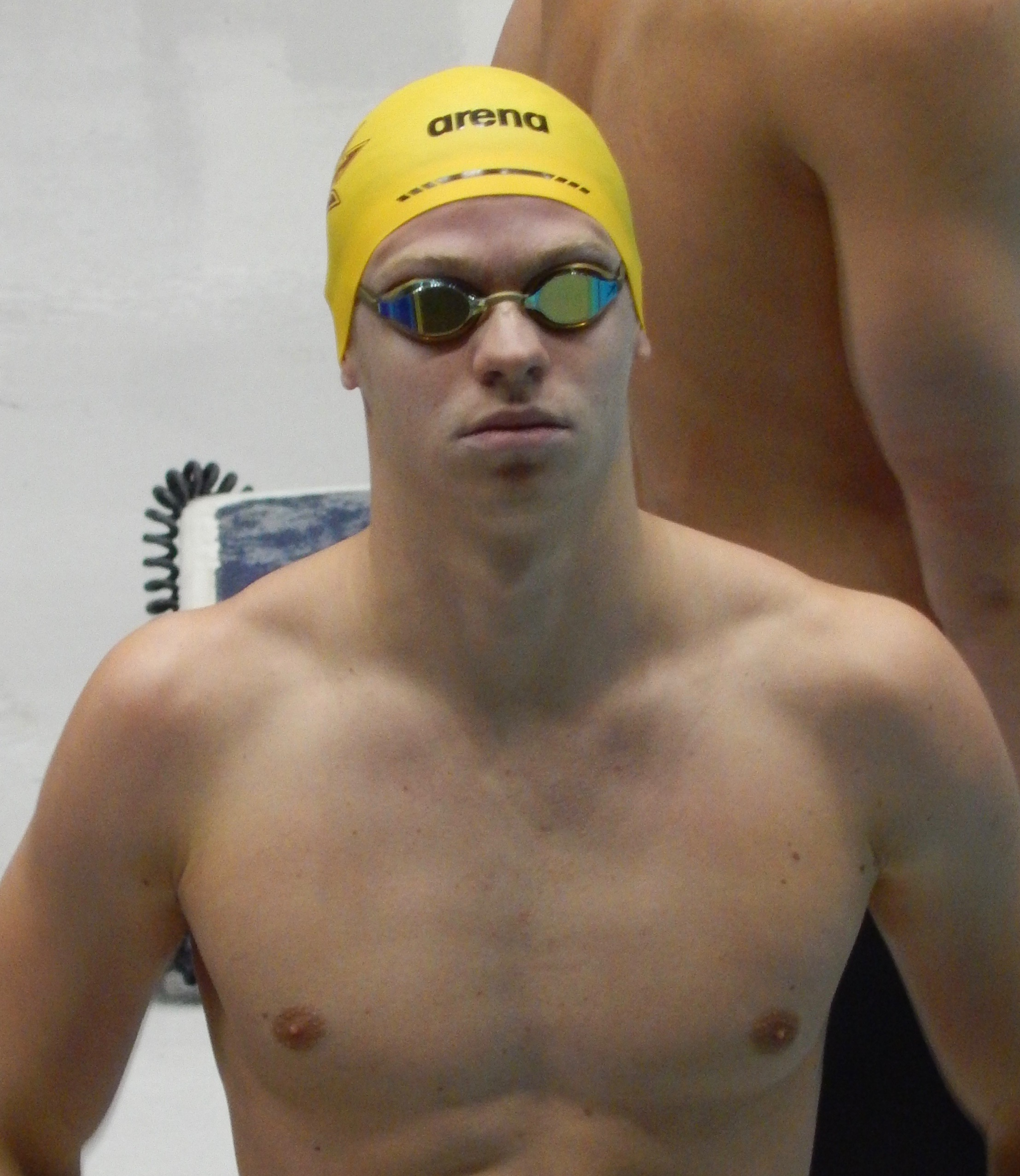
Avec 4 médailles d'or, Léon Marchand est le nageur français le plus titré aux Jeux olympiques.

La participation de la France aux épreuves de natation des Jeux olympiques débute aux Jeux olympiques de 1900 à Paris.

## Bilan
Après les Jeux olympiques de 2024 à Paris, le bilan de la natation française est de 51 médailles (dont 12 en or, 17 en argent et 22 en bronze), constituées de 37 médailles masculines et 14 médailles féminines.
Par métal
| Or | Argent | Bronze | Total |
| 12 | 17     | 22     | 51    |
| -- | ------ | ------ | ----- |

## Historique

### 2008-2024
Florent Manaudou est le seul médaillé français en natation lors des Jeux olympiques d'été de 2020 se déroulant en 2021 à Tokyo. Il décroche l'argent sur 50 m nage libre, sa troisième médaille consécutive dans cette épreuve.
Léon Marchand décroche quatre médailles d'or et une médaille de bronze lors des Jeux olympiques d'été de 2024 à Paris, devenant le nageur français le plus médaillé dans cette compétition. Il remporte le 400 mètres quatre nages, puis s'impose dans la même session sur 200 mètres papillon et 200 mètres brasse, et ce à moins de deux heures d'intervalle. Enfin, il remporte l'épreuve du 200 mètres quatre nages, signant son quatrième succès individuel dans ces Jeux. Il décroche par ailleurs la médaille de bronze au titre du relais 4 × 100 mètres quatre nages masculin en compagnie de Yohann Ndoye-Brouard, Maxime Grousset et Florent Manaudou. Les autres médaillés français lors de ces Jeux sont Anastasiia Kirpichnikova en argent sur le 1 500 m nage libre féminin, et Florent Manaudou en bronze sur le 50 m nage libre masculin.

## Médaillés olympiques français
| Édition | Lieu           | Or | Argent | Bronze | Répartition des médailles | Répartition des médailles | Répartition des médailles |
| Édition | Lieu           | Or | Argent | Bronze | Masculines                | Féminines                 | Total                     |
| ------- | -------------- | --- | --- | --- | ------------------------- | ------------------------- | ------------------------- |
| 1896    | Athènes        | | | | 0                         | 0                         | 0                         |
| 1900    | Paris          | • Charles Devendeville (60 m nage sous l'eau) | • André Six (60 m nage sous l'eau) • 200 m nage libre par équipe (Victor Cadet, Maurice Hochepied, Victor Hochepied et Jules Verbeke)                                           | • Louis Martin (4 000 m nage libre) • 200 m nage libre par équipe (Philippe Houben, Georges Leuillieux, Louis Martin, Désiré Merchez et René Tartara)                         | 5                         | 0                         | 5                         |
| 1904    | Saint Louis    | | | | 0                         | 0                         | 0                         |
| 1908    | Londres        | | | | 0                         | 0                         | 0                         |
| 1912    | Stockholm      | | | | 0                         | 0                         | 0                         |
| 1920    | Anvers         | | | | 0                         | 0                         | 0                         |
| 1924    | Paris          | | | | 0                         | 0                         | 0                         |
| 1928    | Amsterdam      | | | | 0                         | 0                         | 0                         |
| 1932    | Los Angeles    | | • Jean Taris (400 m nage libre) | | 1                         | 0                         | 1                         |
| 1936    | Berlin         | | | | 0                         | 0                         | 0                         |
| 1948    | Londres        | | | • Georges Vallerey (100 m dos) • Relais 4 × 200 m nage libre masculin (Joseph Bernardo, Henri Padou, René Cornu et Alex Jany)                                                 | 2                         | 0                         | 2                         |
| 1952    | Helsinki       | • Jean Boiteux (400 m nage libre) | • Gilbert Bozon (100 m dos) | • Relais 4 × 200 m nage libre masculin (Joseph Bernardo, Alex Jany, Aldo Eminente et Jean Boiteux)                                                                            | 3                         | 0                         | 3                         |
| 1956    | Melbourne      | | | | 0                         | 0                         | 0                         |
| 1960    | Rome           | | | | 0                         | 0                         | 0                         |
| 1964    | Tokyo          | | • Christine Caron (100 m dos) | | 0                         | 1                         | 1                         |
| 1968    | Mexico         | | | • Alain Mosconi (400 m nage libre) | 1                         | 0                         | 1                         |
| 1972    | Munich         | | | | 0                         | 0                         | 0                         |
| 1976    | Montréal       | | | | 0                         | 0                         | 0                         |
| 1980    | Moscou         | | | | 0                         | 0                         | 0                         |
| 1984    | Los Angeles    | | • Frédéric Delcourt (200 m dos) | • Catherine Poirot (100 m brasse) | 1                         | 1                         | 2                         |
| 1988    | Séoul          | | | • Stéphan Caron (100 m nage libre) • Catherine Plewinski (100 m nage libre)                                                                                                   | 1                         | 1                         | 2                         |
| 1992    | Barcelone      | | | • Stéphan Caron (100 m nage libre) • Franck Esposito (200 m papillon) • Catherine Plewinski (100 m papillon)                                                                  | 2                         | 1                         | 3                         |
| 1996    | Atlanta        | | | | 0                         | 0                         | 0                         |
| 2000    | Sydney         | | • Roxana Maracineanu (200 m dos) | | 0                         | 1                         | 1                         |
| 2004    | Athènes        | • Laure Manaudou (400 m nage libre) | • Laure Manaudou (800 m nage libre) • Malia Metella (50 m nage libre) | • Hugues Duboscq (100 m brasse) • Solenne Figuès (200 m nage libre) • Laure Manaudou (100 m dos)                                                                              | 1                         | 5                         | 6                         |
| 2008    | Pékin          | • Alain Bernard (100 m nage libre) | • Amaury Leveaux (50 m nage libre) • Relais 4 × 100 m nage libre masculin (Amaury Leveaux, Fabien Gilot, Frédérick Bousquet et Alain Bernard)                                   | • Alain Bernard (50 m nage libre) • Hugues Duboscq (100 m brasse) • Hugues Duboscq (200 m brasse)                                                                             | 6                         | 0                         | 6                         |
| 2012    | Londres        | • Yannick Agnel (200 m nage libre) • Florent Manaudou (50 m nage libre) • Camille Muffat (400 m nage libre) • Relais 4 × 100 m nage libre masculin (Amaury Leveaux, Fabien Gilot, Yannick Agnel, Alain Bernard et Jérémy Stravius) | • Camille Muffat (200 m nage libre) • Relais 4 × 200 m nage libre masculin (Amaury Leveaux, Grégory Mallet, Clément Lefert, Yannick Agnel et Jérémy Stravius)                   | • Relais 4 × 200 m nage libre féminin (Camille Muffat, Charlotte Bonnet, Ophélie-Cyrielle Étienne, Coralie Balmy, Margaux Farrell, et Mylène Lazare)                          | 4                         | 3                         | 7                         |
| 2016    | Rio de Janeiro | | • Florent Manaudou (50 m nage libre) • Relais 4 × 100 m nage libre masculin (Mehdy Metella, Fabien Gilot, Florent Manaudou, Jérémy Stravius, Clément Mignon et William Meynard) | • Marc-Antoine Olivier (10 km en eau libre) | 3                         | 0                         | 3                         |
| 2020    | Tokyo          | | • Florent Manaudou (50 m nage libre) | | 1                         | 0                         | 1                         |
| 2024    | Paris          | • Léon Marchand (400 m 4 nages) • Léon Marchand (200 m papillon) • Léon Marchand (200 m brasse) • Léon Marchand (200 m 4 nages) | • Anastasiia Kirpichnikova (1 500 m nage libre) | • Florent Manaudou (50 m) • Relais 4 × 100 m 4 nages masculin (Rafael Fente-Damers, Maxime Grousset, Florent Manaudou, Léon Marchand, Yohann Ndoye-Brouard et Clément Secchi) | 6                         | 1                         | 7                         |
| Total   | Total          | Total | Total | Total | 37                        | 14                        | 51                        |